# Stephen L. Johnson

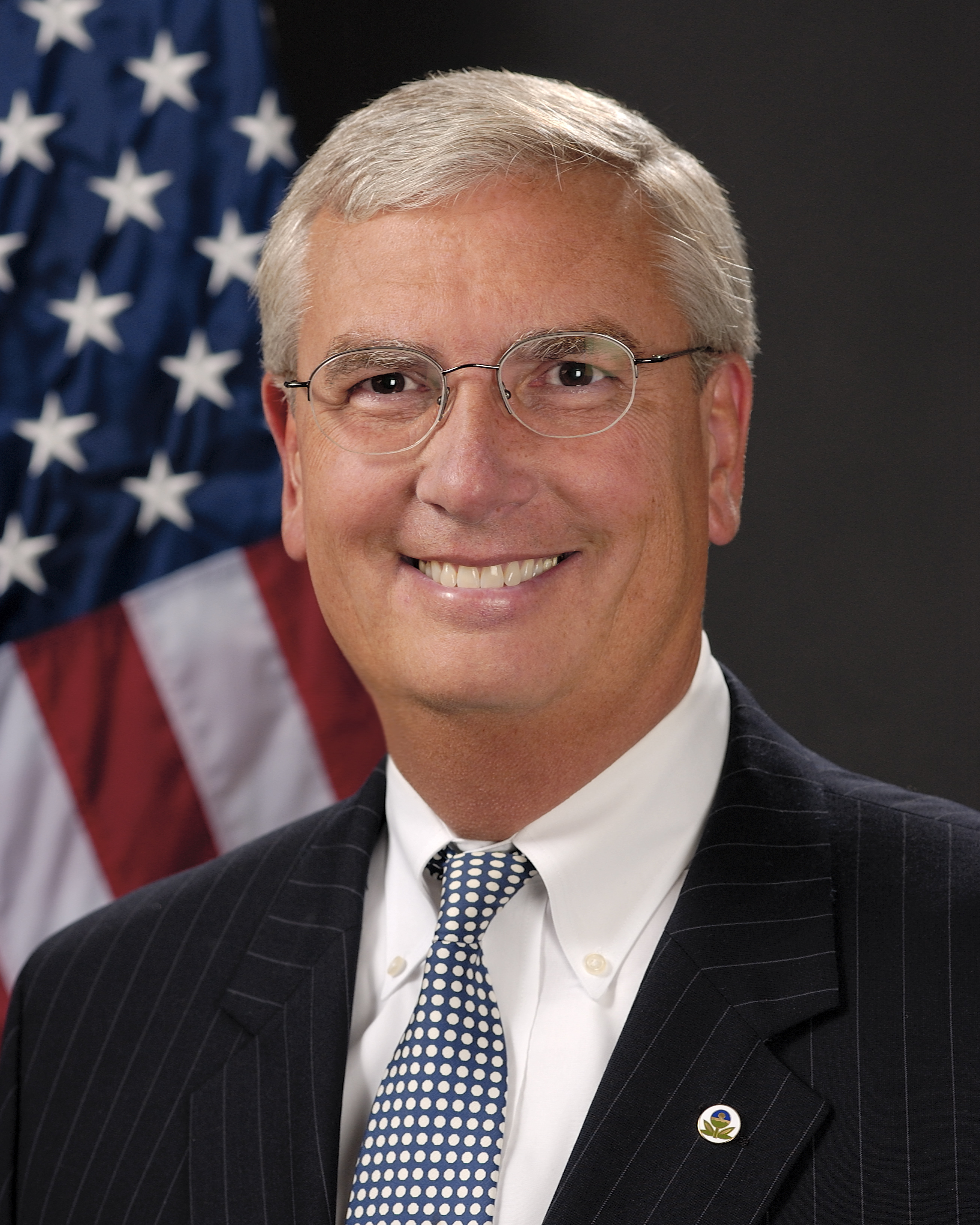
Stephen L. Johnson (2006)

Stephen L. Johnson (* 21. März 1951 in Washington, D.C.) ist ein US-amerikanischer Naturwissenschaftler und ehemaliger Administrator der Environmental Protection Agency (EPA).

## Leben
Nach dem Schulbesuch studierte er zunächst Biologie an der Taylor University in Upland und erwarb dort 1973 einen Bachelor of Arts (B.A. Biology). Ein nachfolgendes Postgraduiertenstudium der Pathologie an der George Washington University beendete er mit einem Master of Science (M.S. Pathology).
Im Anschluss war er in der Privatwirtschaft tätig und hatte mehrere Funktionen bei den Unternehmen Litton Bionetics, Inc. und Hazelton Laboratories Corporation inne.
2005 wurde Johnson von US-Präsident George W. Bush zum Administrator der Environmental Protection Agency (EPA) ernannt. Dieses Amt hatte er bis zum Ende von Bushs Amtszeit im Januar 2009 inne.